# Pleurothallis bocainensis
Pleurothallis bocainensis är en orkidéart som beskrevs av Paulo Campos Porto och Alexander Curt Brade. Pleurothallis bocainensis ingår i släktet Pleurothallis och familjen orkidéer. Inga underarter finns listade i Catalogue of Life.